# Бруксајд Вилиџ (Тексас)
Бруксајд Вилиџ (енгл. Brookside Village) град је у америчкој савезној држави Тексас. По попису становништва из 2010. у њему је живело 1.523 становника.

## Демографија
Према попису становништва из 2010. у граду је живело 1.523 становника, што је 437 (22,3%) становника мање него 2000. године.
| Група             | 2000.         | 2010.       |
| Белци             | 1.013 (51,7%) | 793 (52,1%) |
| Афроамериканци    | 61 (3,1%)     | 99 (6,5%)   |
| Азијати           | 16 (0,8%)     | 11 (0,7%)   |
| Хиспаноамериканци | 855 (43,6%)   | 606 (39,8%) |
| Укупно            | 1.960         | 1.523       |